# Leighlinbridge
Leighlinbridge (iriska: Leithghlinn an Droichid) är en ort i republiken Irland.   Den ligger i grevskapet County Carlow och provinsen Leinster, i den centrala delen av landet, 80 km sydväst om huvudstaden Dublin. Leighlinbridge ligger 50 meter över havet och antalet invånare är 828.
Terrängen runt Leighlinbridge är platt åt sydost, men åt nordväst är den kuperad.Runt Leighlinbridge är det ganska glesbefolkat, med 27 invånare per kvadratkilometer. Närmaste större samhälle är Carlow, 12,0 km norr om Leighlinbridge. Trakten runt Leighlinbridge består i huvudsak av gräsmarker.